# Giants Bolzano
I Giants Bolzano sono una squadra di football americano della città di Bolzano. Nella stagione 2009 hanno conquistato per la prima volta il titolo di Campioni d'Italia, battendo i Marines Lazio nel II Italian Superbowl per 35 a 21.

## Storia
Il football americano arrivò a Bolzano nel 1981, per la volontà di Fausto Rebaudo e Stefano Rossetti che fondarono la squadra dei Giants dalla quale dopo una scissione si allontanarono alcuni atleti per fondare i Jets con la fondazione di due squadre, che riprendevano nel nickname quello delle due principali franchigie di New York: i Giants e i Jets. Il primo campionato fu difficile per entrambe: una sola vittoria su 10 gare per i Giants, una vittoria e un pareggio per i cugini. Tuttavia, mentre i Jets disputarono ben 12 stagioni di serie A, arrivando fino alla semifinale scudetto nel 1986, per i Giants dopo sole due stagioni si aprirono le porte della retrocessione e del fallimento.
Nel 1986 Argeo Tisma decise di rilevare i Climbers Predazzo, in difficoltà finanziarie, con l'intenzione di portarli a giocare a Bolzano; tuttavia questo non fu possibile e i Climbers furono costretti a giocare a Laives. Lo stesso Tisma nel 1989 sciolse i Climbers Laives e rifondò i Giants, con il nome di New Giants Bolzano. Nello stesso anno diedero vita al Torneo di American Football "Città di Bolzano" che tuttora viene svolto in autunno e ad ogni edizione vede partecipare ospiti internazionali.
La stagione 1989 vide la società militare nella Serie B del campionato nazionale italiano. Su 25 squadre una sola sarebbe stata promosso in serie A2, ma ai play-off i New Giants furono sconfitti dagli Islanders Venezia, rimandando il passaggio alla serie superiore al 1990. La nuova compagine militò quindi in serie A2 fino al 1994, anno in cui festeggiò il ritorno in massima serie.
Dal 1995 i Giants, rimasti unica squadra del capoluogo altoatesino, sono sempre rimasti al vertice del football italiano, disputando due Superbowl nel 1999 e nel 2000, entrambi persi contro i Lions Bergamo, e due edizioni dell'Eurobowl nel 2000 e nel 2001.
Nel 2008 sono stati tra le squadre fondatrici della nuova Italian Football League.
Nel 2009, trascinati dagli americani Reggie Greene, Eric Marty e Edwin Reed e da una folta pattuglia di rinforzi italiani, i Giants disputano una stagione da incorniciare e ottengono il primo tricolore della propria storia. Dopo una splendida regular season, caratterizzata da spettacolari successi e da una sola sconfitta di misura con i Panthers Parma, il capolavoro in semifinale contro i Lions regala ai ragazzi di Argeo Tisma l'accesso all'Italian Superbowl; allo stadio Todoli di Cervia, i bolzanini completano l'opera superando i Marines Lazio e conquistando il proprio primo titolo italiano.
MVP della sfida il numero 1 dei Giants, lo statunitense Reggie Greene.
Nel 2010, nonostante numerosi infortuni e alcune partite sfortunate, i Giants riescono comunque ad acciuffare i playoff. In semifinale, contro i Panthers futuri campioni, i rossoblù lottano come veri gladiatori, ma devono arrendersi per 21-20 a causa di una trasformazione sbagliata.
Il 2011 è l'anno della rifondazione, con numerosi elementi del vivaio promossi in prima squadra, e quello del grande congedo: dopo oltre 10 stagioni da assoluto protagonista, Reggie Greene saluta i Giants per tornare negli Stati Uniti.
Nel 2012 la squadra con molti nuovi elementi riesce a raggiungere un record di 8-2 in campionato, venendo fermata poi in semifinale dagli Elephants Catania che verranno successivamente sconfitti in finale dai Panthers Parma.
La loro ultima apparizione in campionati ufficiali FIDAF risale al CIF9 2023, mentre nel 2025 è stata annunciata la loro chiusura dopo più di quarant'anni di storia, con molti dei giocatori che sono andati ai Thunders Trento, unica realtà del territorio per quanto riguarda il Football Americano.

## Palmarès
- 1 Italian Superbowl (Campioni d'Italia): (2009).
- 1 Silverbowl (1994)

## Dettaglio stagioni

### Tornei nazionali

#### Campionato

##### Serie A/A1/Golden League/IFL/Prima Divisione
| Stagione | regular season | regular season | regular season | regular season | regular season | regular season | playoff | playoff | playoff | playoff | playoff | playoff          | playoff           |
|          | Vin            | Par            | Per            | Tot            | PF             | PS             | Vin     | Per     | Tot     | PF      | PS      | risultato        | avversaria        |
| -------- | -------------- | -------------- | -------------- | -------------- | -------------- | -------------- | ------- | ------- | ------- | ------- | ------- | ---------------- | ----------------- |
| 1983     | 1              | 0              | 9              | 10             | 78             | 175            | -       | -       | -       | -       | -       | -                | -                 |
| 1984     | 1              | 0              | 9              | 10             | 50             | 210            | -       | -       | -       | -       | -       | -                | -                 |
| 1995     | 0              | 0              | 12             | 12             | 86             | 467            | -       | -       | -       | -       | -       | -                |                   |
| 1996     | 4              | 0              | 8              | 12             | 269            | 318            | -       | -       | -       | -       | -       | -                |                   |
| 1997     | 3              | 0              | 7              | 10             | 194            | 244            | -       | -       | -       | -       | -       | -                |                   |
| 1998     | 6              | 0              | 4              | 10             | 240            | 216            | 0       | 1       | 1       | 16      | 30      | Quarti di finale | Phoenix Bologna   |
| 1999     | 6              | 0              | 2              | 8              | 220            | 177            | 1       | 1       | 2       | 44      | 67      | Superbowl        | Lions Bergamo     |
| 2000     | 3              | 0              | 5              | 8              | 178            | 165            | 2       | 1       | 3       | 87      | 49      | Superbowl        | Lions Bergamo     |
| 2001     | 5              | 0              | 3              | 8              | 272            | 198            | 0       | 1       | 1       | 26      | 34      | Quarti di finale | Marines Ostia     |
| 2002     | 2              | 0              | 5              | 7              | 200            | 231            | 1       | 1       | 2       | 61      | 62      | Quarti di finale | Marines Ostia     |
| 2004     | 4              | 0              | 4              | 8              | 170            | 134            | 0       | 1       | 1       | 28      | 36      | Quarti di finale | Marines Lazio     |
| 2005     | 6              | 0              | 2              | 8              | 167            | 102            | 1       | 1       | 2       | 41      | 42      | Semifinale       | Warriors Bologna  |
| 2006     | 5              | 0              | 3              | 8              | 188            | 94             | 1       | 1       | 2       | 63      | 40      | Semifinale       | Panthers Parma    |
| 2007     | 6              | 0              | 1              | 7              | 216            | 135            | 0       | 1       | 1       | 7       | 14      | Semifinale       | Lions Bergamo     |
| 2008     | 10             | 0              | 0              | 10             | 451            | 187            | 1       | 1       | 2       | 103     | 96      | Superbowl        | Lions Bergamo     |
| 2009     | 8              | 0              | 1              | 9              | 337            | 167            | 2       | 0       | 2       | 63      | 42      | Campioni         | Marines Lazio     |
| 2010     | 5              | 0              | 3              | 8              | 266            | 359            | 0       | 1       | 1       | 20      | 21      | Semifinale       | Panthers Parma    |
| 2011     | 3              | 0              | 6              | 9              | 295            | 377            | -       | -       | -       | -       | -       | -                | -                 |
| 2012     | 8              | 0              | 3              | 11             | 338            | 223            | 0       | 1       | 1       | 48      | 37      | Semifinale       | Elephants Catania |
| 2013     | 3              | 0              | 5              | 8              | 152            | 203            | 1       | 1       | 2       | 34      | 41      | Quarti di finale | Dolphins Ancona   |
| 2014     | 8              | 0              | 2              | 10             | 289            | 77             | 0       | 1       | 1       | 7       | 31      | Semifinale       | Seamen Milano     |
| 2015     | 6              | 0              | 4              | 10             | 223            | 179            | 1       | 1       | 2       | 25      | 20      | Semifinale       | Panthers Parma    |
| 2016     | 5              | 0              | 5              | 10             | 224            | 192            | 2       | 1       | 3       | 67      | 77      | Italian Bowl     | Rhinos Milano     |
| 2017     | 7              | 0              | 3              | 10             | 233            | 127            | 1       | 1       | 2       | 46      | 63      | Semifinale       | Rhinos Milano     |
| 2018     | 8              | 0              | 2              | 10             | 246            | 144            | 2       | 1       | 3       | 94      | 53      | Italian Bowl     | Seamen Milano     |
| Totale   | 123            | 0              | 108            | 231            | 5602           | 5101           | 16      | 18      | 34      | 880     | 855     |                  |                   |

Fonte: Enciclopedia del Football - A cura di Roberto Mezzetti.

##### Serie A2/Silver League
| Stagione | regular season | regular season | regular season | regular season | regular season | regular season | playoff | playoff | playoff | playoff | playoff | playoff                 | playoff             |
|          | Vin            | Par            | Per            | Tot            | PF             | PS             | Vin     | Per     | Tot     | PF      | PS      | risultato               | avversaria          |
| -------- | -------------- | -------------- | -------------- | -------------- | -------------- | -------------- | ------- | ------- | ------- | ------- | ------- | ----------------------- | ------------------- |
| 1992     | 5              | 0              | 3              | 8              | 159            | 124            | 1       | 1       | 2       | 29      | 31      | Trentaduesimi di finale | Mad Bulls Trani     |
| 1993     | 3              | 1              | 6              | 10             | 118            | 184            | -       | -       | -       | -       | -       | -                       | -                   |
| 1994     | 8              | 0              | 0              | 8              | 264            | 79             | 3       | 1       | 4       | 93      | 97      | Ottavi di finale        | Blackhawks Cernusco |
| 2003     | 3              | 0              | 5              | 8              | 204            | 291            | 0       | 1       |         | 18      | 19      | Wild Card               | Warriors Bologna    |
| Totale   | 19             | 1              | 14             | 34             | 745            | 678            | 5       | 3       | 8       | 140     | 147     |                         |                     |

Fonte: Enciclopedia del Football - A cura di Roberto Mezzetti.

##### Serie B (terzo livello)/Terza Divisione
| Stagione | regular season | regular season | regular season | regular season | regular season | regular season | playoff | playoff | playoff | playoff | playoff | playoff          | playoff            |
|          | Vin            | Par            | Per            | Tot            | PF             | PS             | Vin     | Per     | Tot     | PF      | PS      | risultato        | avversaria         |
| -------- | -------------- | -------------- | -------------- | -------------- | -------------- | -------------- | ------- | ------- | ------- | ------- | ------- | ---------------- | ------------------ |
| 1989     | 6              | 0              | 2              | 8              | 185            | 184            | 1       | 1       | 2       | 29      | 53      | Quarti di finale | Islanders Venezia  |
| 1990     | 5              | 1              | 4              | 10             | 172            | 142            | -       | -       | -       | -       | -       | -                | -                  |
| 1991     | 0              | 0              | 8              | 8              | 36             | 259            | -       | -       | -       | -       | -       | -                | -                  |
| 2008     | 6              | 0              | 4              | 10             | 244            | 83             | 2       | 0       | 2       | 65      | 10      | Campioni         | Dragons Salento    |
| 2009     | 5              | 0              | 1              | 6              | 129            | 88             | 3       | 1       | 4       | 61      | 45      | Ninebowl         | Grizzlies Roma     |
| 2017     | 3              | 0              | 3              | 6              | 79             | 83             | 0       | 1       | 1       | 14      | 29      | Wild Card        | Redskins Verona    |
| 2018     | 2              | 0              | 4              | 6              | 38             | 116            | 0       | 1       | 1       | 10      | 21      | Wild Card        | Hurricanes Vicenza |
| Totale   | 27             | 1              | 26             | 54             | 883            | 955            | 6       | 4       | 10      | 179     | 158     |                  |                    |

Fonte: Enciclopedia del Football - A cura di Roberto Mezzetti.

### Tornei internazionali

#### European Football League (1986-2013)
| Stagione | regular season | regular season | regular season | regular season | regular season | regular season | playoff | playoff | playoff | playoff | playoff | playoff   | playoff    |
|          | Vin            | Par            | Per            | Tot            | PF             | PS             | Vin     | Per     | Tot     | PF      | PS      | risultato | avversaria |
| -------- | -------------- | -------------- | -------------- | -------------- | -------------- | -------------- | ------- | ------- | ------- | ------- | ------- | --------- | ---------- |
| 2009     | 1              | 0              | 1              | 2              | 41             | 53             | -       | -       | -       | -       | -       | -         | -          |
| 2010     | 0              | 0              | 2              | 2              | 12             | 65             | -       | -       | -       | -       | -       | -         | -          |
| Totale   | 1              | 0              | 3              | 4              | 53             | 118            | -       | -       | -       | -       | -       |           |            |

Fonti: Enciclopedia del Football - A cura di Roberto Mezzetti

#### CEFL Cup
| Stagione | regular season | regular season | regular season | regular season | regular season | regular season | playoff | playoff | playoff | playoff | playoff | playoff   | playoff         |
|          | Vin            | Par            | Per            | Tot            | PF             | PS             | Vin     | Per     | Tot     | PF      | PS      | risultato | avversaria      |
| -------- | -------------- | -------------- | -------------- | -------------- | -------------- | -------------- | ------- | ------- | ------- | ------- | ------- | --------- | --------------- |
| 2019     | -              | -              | -              | -              | -              | -              | 2       | 1       | 3       | 92      | 61      | Finale    | Moscow Spartans |
| Totale   | -              | -              | -              | -              | -              | -              | 2       | 1       | 3       | 92      | 61      |           |                 |

Fonti: Enciclopedia del Football - A cura di Roberto Mezzetti

## Giganti Bolzano
I Giganti Bolzano sono stati la squadra di arena football dei Giants Bolzano AFT. Hanno partecipato al campionato 2009 Arena della FIDAF. I Giganti fungono da farm team (squadra B) per la prima squadra, e sono un importante banco di prova per i giocatori più giovani e inesperti. In passato molti dei migliori giocatori sono stati promossi in prima squadra.

### Roster 2009
Nel 2008 i Giganti hanno disputato la finale del torneo di Arena League (Ninebowl), vincendo contro i "Dragons Salento" 40-0

## Cheerleaders Giants Bolzano
Dal 2007 sono nate anche le Giants Cheerleaders. Le due coach sono Giulia e Anna Zanettin. La squadra ha partecipato ai Campionati Nazionali di Cheerleading il 1º-2 marzo 2014, arrivando prima nella categoria Senior Hip Hop, seconda nell'Individual e terza nel Double. Essendo arrivate prime nella categoria Senior Hip Hop, le Giants Cheerleaders sono state classificate per i Mondiali a Orlando, Florida.